# Маркус Кранц
Маркус Кранц (нім. Markus Kranz, нар. 4 серпня 1969, Шпаєр) — німецький футболіст, що грав на позиції півзахисника.

## Клубна кар'єра
Розпочинав грати у футбол в клубі «Шифферштадт», а 1986 року перейшов в академію «Кайзерслаутерна». У цій же команді дебютував у дорослому футболі 1987 року і провів у клубі п'ять сезонів, взявши участь у 57 матчах чемпіонату. За цей час виборов титул чемпіона Німеччини, а також ставав володарем Кубка Німеччини та Суперкубка Німеччини.
В подальшому грав у складі клубів вищого дивізіону «Баєр Юрдінген» та «Динамо» (Дрезден), а з 1995 року став виступати у Другій Бундеслізі за «Фортуну» (Кельн), де провів чотири сезони.
У 1999–2001 роках грав за нідерландський «Еммен», після чого повернувся на батьківщину і грав у Регіоналлізі Південь за «Вальдгоф», а завершував ігрову кар'єру у аматорських клубах «Фортуна» (Кельн), «Юнкерсдорф» та «Рейнбах».

## Виступи за збірну
Протягом 1990—1992 років залучався до складу молодіжної збірної Німеччини, з яким став чвертьфіналістом молодіжного чемпіонату Європи 1992 року. На молодіжному рівні зіграв у 10 офіційних матчах, забив 2 голи.

## Титули і досягнення
- Чемпіон ФРН (1):

«Кайзерслаутерн»: 1990–91
- Володар Кубка ФРН (1):

«Кайзерслаутерн»: 1989–90
- Володар Суперкубка ФРН (1):

«Кайзерслаутерн»: 1991